# Snappy Gifts
Snappy Gifts — многонациональная компания, которая находится в Нью-Йорке. Компания, была основана в 2015 году. Она предлагает компаниям систему предоставления работникам персонализированных подарков.

## История
Snappy Gifts была основана в 2015 году Двиром Коэном и Хани Голдштейн в американском городе Сан-Франциско, а позже они сменили свою штаб-квартиру в Нью-Йорк. Первоначально компания собрала 1,6 миллиона долларов и начала фокусироваться на «личном клиентском подарке», но в 2017 году сменила свою бизнес-модель на корпоративный подарок, предложив корпоративную версию своей платформы.
Эта компания открыла также филиал в Тель-Авиве.
В 2017 году Snappy был включен в третью когорту стартапов Retail Accelerator XRC Labs.
В конце 2018 года в Business News Daily и Fortune Magazine был опубликован опрос компаний, подробно описывающий топ-25 худших корпоративных подарков.
К 2019 году компания привлекла дополнительные 8,5 миллиона долларов в рамках финансирования, который возглавили 83North и Hearst Ventures.
В сентябре 2019 года Snappy Gifts вошла в список журнала Forbes, как «10 самых перспективных молодых израильских стартапов в Нью-Йорке».
Snappy Gifts сотрудничает с такими кадровыми фирмами, как TriNet, ADP, BambooHR, HR Uncubed и Crain’s Best Places to Work.
В начале 2021 года Snappy Gifts заняла первое место в списке 250 самых быстрорастущих частных компаний Нью-Йоркского метрополитена по версии журнала Inc.

## Платформа Snappy
Приложение Snappy Gifts, доступно как на смартфонах, так и на компьютерах, предоставляет компаниям программное обеспечение для персонализированных подарков на основе данных о сотрудниках, таких как: возраст, пол, местоположение, а также может быть синхронизирована для получения рекомендаций по подаркам на основе конкретных по времени событий, таких как: празднование дня рождения и годовщины работы. Подарки отправляются с помощью мобильного текстового сообщения или электронной почты. Получатель получает «виртуальную скретч-карту», которая раскрывает ему подарок, заранее выбранный для него работодателем. Затем работник имеет возможность принять его или обменять, а работодатель позже получает электронное письмо с запросом на покупку. Snappy Gifts поставляются через розничных продавцов и бренды, такие как Amazon, Birchbox, Cloud9Living и Best Buy. Система также разработана с функцией «спасибо», которая позволяет менеджерам видеть немедленное воздействие на своих сотрудников.